# Чумаченко Микола Григорович
Чумаченко Микола Григорович (1 травня 1925, село Келегеї, тепер Гладківка Голопристанського району Херсонської області — 14 жовтня 2011, місто Київ) — економіст, дійсний член АН УРСР (з 1982). З 1961 професор Інституту Народного Господарства в Києві (1967—70 — проректор), 1971—73 — заступник директора Інституту економіки АН УРСР, з 1973 директор Інституту Економіки Промисловості АН УРСР (у Донецьку) та з 1982 голова Донецького наукового центру АН УРСР. Автор праць з економіки промисловості і управління промисловим підприємством. Депутат Верховної Ради УРСР 11-го скликання.

## Біографія
Народився 1 травня 1925 року в селянській родині в селі Гладківка (колишньому Келегеї) Голопристанського району Херсонської області. Учився в Келегейській неповній середній, а потім у Голопристанській середній школі № 1. У 1943–1949 роках — солдат Радянської Армії у складі військ 4-го Українського фронту. Після демобілізації з лютого 1949 до 1961 працював на Кутаїському автомобільному заводі ім. Г. К. Орджонікідзе старшим бухгалтером, начальником сектора матеріального обліку, заступником головного бухгалтера і головним бухгалтером заводу.
У період роботи на заводі активно вивчав економіку і господарську діяльність підприємства. Член КПРС з 1955 року. Без відриву від виробництва з відзнакою закінчив у 1957 р. економічний факультет Тбіліського державного університету і вступає до заочної аспірантури Київського фінансово-економічного інституту, одночасно займаючись виробничою та дослідницькою роботою. Результати останньої викладені в ряді публікацій та дисертації на здобуття наукового ступеня кандидата економічних наук «Питання аналізу рентабельності соціалістичних промислових підприємств (на прикладі промислових підприємств м. Кутаїсі)» (1962 р).

## Творчий шлях
З 1961 року розпочалася викладацька діяльність М. Г. Чумаченка: за результатами конкурсу його обрано старшим викладачем кафедри обліку і аналізу Київського інституту народного господарства ім. Д. С. Коротченка, а в серпні 1964 р. — завідувачем новоствореної кафедри економічного аналізу. У тому ж 1964 році йому присвоєно вчене звання доцента.
Велику увагу М. Г. Чумаченко приділяв організації навчального процесу, працюючи заступником декана обліково-статистичного факультету, деканом факультету планування промисловості, проректором інституту із заочної та вечірньої форми навчання. Неодноразово обирався членом партійного бюро факультету, членом і секретарем партійного комітету інституту.
З серпня 1967 до червня 1968 року М. Г. Чумаченко перебував на науковому стажуванні в Іллінойському університеті (США), де виступив з доповідями та опублікував дві статті. У 1970 р. Микола Григорович Чумаченко захистив у Московському економіко-статистичному інституті дисертацію на здобуття наукового ступеня доктора економічних наук на тему «Проблеми обліку і економічного аналізу в управлінні промисловим підприємством», у лютому 1971 р. йому присвоєно вчене звання професора. У січні 1971 р. М. Г. Чумаченка призначено заступником директора з наукової роботи Інституту економіки АН УРСР, а в квітні 1972 р. його обрано заступником академіка-секретаря Відділення економіки, історії, філософії та права АН УРСР. У квітні 1973 р. Микола Григорович був призначений директором Інституту економіки промисловості АН УРСР і заступником голови Донецького наукового центру АН УРСР: під його керівництвом в інституті розпочаті широкі дослідження проблем удосконалення управління виробництвом, регіональної економіки, прискорення науково-технічного прогресу. Він очолив секцію наукової ради центру «Розвиток і розміщення продуктивних сил Донбасу». У грудні 1973 р. Миколу Григоровича Чумаченка обрано членом-кореспондентом АН УРСР.
У цей період М. Г. Чумаченко надавав великого значення підготовці кадрів економістів вищої кваліфікації. З 1973 р. він, професор обліково-фінансового факультету Донецького державного університету (за сумісництвом), викладав авторські спецкурси «Теорія прийняття управлінських рішень», «Управління науково-технічним прогресом», «Господарський механізм соціалістичного суспільства». З вересня 1992 р. завідував кафедрою фінансового менеджменту Донецької державної академії управління. Багато сил і енергії М. Г. Чумаченко віддав підготовці та виданню ряду підручників і навчальних посібників, підвищенню рівня викладання та практичного здійснення бухгалтерського обліку в умовах переходу до міжнародних стандартів.
У вересні 1975 р. М. Г. Чумаченко очолив відділ проблем управління виробництвом Інституту економіки промисловості АН УРСР, відділ якого досліджує формування організаційних структур управління об'єднань, поєднання галузевого та територіального управління економікою, розвитку соціалістичного контролю.
Багаторічний член редакційної колегії журналу «Економіка Радянської України», входив до складу редакційних колегій журналів «Економіка промисловості», «Регіональна економіка», «Менеджер», «Фінансовий контроль», «Економіка та держава», «Вугілля України», «Схід».
Слід відзначити характерну особливість науково-організаційного стилю М. Г. Чумаченка: для проведення відповідальних досліджень він формує й очолює молодіжні колективи, які створювались для дослідження проблем у науково-виробничих об'єднаннях, розробки плану науково-технічного прогресу в регіоні, методики виявлення резервів виробництва. За створення методики Комплексної програми науково-технічного прогресу в промисловості Донбасу до 2000 р. трьом науковим співробітникам молодіжного колективу присуджені медалі АН УРСР з премією для молодих учених і студентів за 1981 р. За активне залучення молоді до дослідницької роботи Миколі Григоровичу Чумаченку в 1987 р. присвоєно звання лауреата Всесоюзного огляду науково-технічної творчості молоді.
У 1976 р. М. Г. Чумаченко очолив вперше сформовану в Донбасі спеціалізовану раду по присудженню наукового ступеня доктора економічних наук. Під його керівництвом багато провідних науковців регіону провели дослідження й успішно захистили докторські дисертації. Очолюючи Інститут економіки промисловості НАН України, М. Г. Чумаченко велику увагу приділяв розвитку пріоритетних напрямків досліджень: у 1974 р. в інституті за його участі створені відділи проблем управління виробництвом і проблем соціально-економічного розвитку, в 1976 р. — відділ проблем охорони праці, в 1977 р. — відділ методології планування та стимулювання в промисловості, відділ проблем управління якістю в Дніпропетровську, у 1979 р. у Запоріжжі був сформований відділ соціально-економічних проблем із питань ліквідації ручної праці в промисловості, із 1981 р. функціонувало Дніпропетровське відділення Інституту економіки промисловості. З метою розвитку досліджень з актуальних проблем сучасності в 1986 р. в інституті були відкриті відділ економічних та соціальних проблем автоматизації і відділ проблем ефективного використання виробничого потенціалу. Такі структурні перетворення забезпечили підвищення ефективності фундаментальних досліджень, прискорення впровадження їх результатів у промисловості: якщо в 1973 р. інститутом впроваджено 34 роботи з економічним ефектом 3,6 млн крб., то вже у 1986 р. — 53 з економічним ефектом 8,9 млн крб.
У березні 1981 р. М. Г. Чумаченка обрано академіком-секретарем Відділення економіки АН УРСР, а в лютому 1982 р. Президія АН УРСР призначила його головою Донецького наукового центру АН УРСР. У квітні 1982 р. його обрано дійсним членом (академіком) АН УРСР, у березні 1983 р. — на черговий строк членом Президії Академії наук УРСР, із 1981 до 1993 р. входив до складу редколегії журналу «Вісник Академії наук Української РСР».
Як член Президії АН УРСР із 1981 р. М. Г. Чумаченко брав активну участь у її роботі, а як голова Донецького наукового центру АН УРСР — проводив велику організаційну роботу щодо мобілізації наукових сил академічних та галузевих науково-дослідних закладів та вузів на вирішення регіональних проблем. За його ініціативою і під його безпосереднім керівництвом уперше в республіці розроблена Комплексна програма науково-технічного прогресу в промисловості Донецької і Луганської областей до 2000 р., сформовані і реалізовані регіональні науково-технічні програми «Донбас», «Технічне переозброєння та реконструкція промисловості Донбасу». Наслідки досліджень наукових закладів центру були представлені на ВДНГ СРСР у 1986 р. в експозиції «Вчені Донбасу — виробництву». На Міжнародній ярмарці у Лецпцизі в 1988 р. Донецький науковий центр АН УРСР був нагороджений медаллю. Інститут був також нагороджений дипломом пошани ВДНГ СРСР (1986 р.), йому присуджено першу премію республіканського конкурсу за науково-технічну розробку «Інтенсифікація використання вторинних ресурсів на основі програмно-цільового методу» (1987 р.).
У серпні 1975 р. М. Г. Чумаченко був членом делегації Української РСР на Спеціальній сесії Генеральної Асамблеї ООН. Протягом 1976–1978 рр. — постійним представником Української РСР у Комісії ООН з транснаціональних корпорацій. Протягом 1978–1985 рр. очолював Комісію Державного комітету науки і техніки СРСР з ефективності використання обчислювальної техніки країн-членів РЕВ.
У серпні 1995 р. М. Г. Чумаченко за власним бажанням звільнився з посади голови Донецького наукового центру НАН України та директора Інституту економіки промисловості НАН України, залишившись керівником відділу проблем управління виробництвом ІЕП НАН України. У вересні 1995 р. його призначено почесним директором Інституту економіки промисловості НАН України. До грудня 1998 р. Микола Григорович виконував обов'язки члена Президії НАН України, а після цього був призначений радником Президії.

Могила Миколи Чумаченка

Помер 14 жовтня 2011 року. Похований в Києві на Байковому кладовищі (ділянка № 33).

## Наукові інтереси
Коло наукових інтересів М. Г. Чумаченка досить широке. Його дослідження спрямовані на виявлення резервів підвищення ефективності суспільного виробництва. У наукових дослідженнях М. Г. Чумаченка можна виділити вісім напрямків.
1. Інформаційна система управління — господарський облік і економічний аналіз. Цей напрямок досліджень зумовлений характером виробничої, а потім і педагогічної діяльності ученого. Основна мета досліджень — забезпечення такої організації бухгалтерського обліку і економічного аналізу на підприємстві, котра б сприяла максимальному використанню інформації в управлінні виробництвом.
Головні ідеї підвищення оперативності бухгалтерського обліку і економічного аналізу як важливої структурної частини інформаційної системи управління викладені М. Г. Чумаченком у докторській дисертації «Проблеми обліку та економічного аналізу в управлінні промисловим підприємством», в багатьох наукових публікаціях, а також у главах підручників «Бухгалтерський облік» та «Бухгалтерський облік у промисловості».
В останні роки М. Г. Чумаченко виступив із серією фундаментальних статей із сучасних проблем бухгалтерського обліку в зв'язку з запровадженням міжнародних стандартів бухгалтерського обліку, розвитком управлінського обліку.
2. Удосконалення управління виробництвом — центральна проблема досліджень, які проводить М. Г. Чумаченко. Його теоретичним набутком у цій сфері стала, зокрема, класифікація функцій управління, принципи організації апарату управління, делегування повноважень. Велику увагу вчений приділяє обґрунтуванню практичних рекомендацій у наукових доповідях, в журнальних та газетних статтях. Спільно з О. О. Гацою, В. В. Дем'яненко та іншими ним підготовлений практичний посібник «Стиль, методи та прийоми управління». Разом із академіком НАН України В. К. Мамутовим М. Г. Чумаченко брав активну участь в обговоренні проекту Конституції УРСР, Господарського кодексу, державного арбітражу, захисті проекту конституційного Закону України про державну владу.
Великий внесок Микола Григорович зробив у розвиток теорії управлінських рішень, а також у дослідження процесів формування та ефективності функціонування виробничих і науково-виробничих об'єднань. Узагальнені результати досліджень представлені у монографіях «Розвиток виробничих об'єднань у промисловості: питання теорії і практики», «Розвиток госпрозрахункових відносин на промисловому підприємстві: досвід і проблеми», у багатьох статтях і виступах на міжнародних та всесоюзних, а пізніше, всеукраїнських наукових конференціях. Під керівництвом М. Г. Чумаченка і за його участю підготовлені пропозиції подальшого розширення господарської самостійності підприємств і об'єднань, підвищення рівня планової роботи, розроблені основні напрямки зміцнення взаємодії галузевого і територіального підходів до управління народним господарством.
3. Проблеми автоматизації управління. Діапазон досліджень проблем автоматизації управління, які проводив М. Г. Чумаченко, широкий. Це і узагальнення досвіду створення АСУВ у чорній металургії УРСР, автоматизація управління науково-технічним прогресом на галузевому і регіональному рівнях; синтез існуючих автоматизованих систем управління виробництвом в інтегровану систему управління на різних рівнях.
4. Економіка та управління галузями промисловості. Велику увагу приділяв М. Г. Чумаченко проблемам інтенсифікації виробництва, підвищення його ефективності. На прикладі машинобудівних підприємств Донбасу він аналізував різні фактори інтенсифікації промислового виробництва, обґрунтовував роль економічної науки в інтенсифікації суспільного виробництва. Дослідження економічних процесів у ряді галузей промисловості використані для розробки пропозицій щодо удосконалення планування, підвищення продуктивності праці, розвитку допоміжних виробництв, розширення зв'язків із наукою, удосконалення управління і контролю.
М. Г. Чумаченко активно залучався до узагальнення наслідків економічного експерименту, що проводився в країні з питань розширення прав і підвищення відповідальності об'єднань і підприємств. Під його керівництвом підготовлені наукові доповіді до вищих органів управління. Узагальнення результатів проведених досліджень представлене в колективній монографії «Економічні методи управління», яка була одночасно опублікована в Софії та Києві.
В останні роки дослідження М. Г. Чумаченка були зосереджені на розробці концепції державної промислової політики та організаційного механізму управління державним сектором промисловості.
За активну участь у дослідженні проблем галузі М. Г. Чумаченко був нагороджений знаками «Шахтарська слава» І, II і III ступенів, йому присуджена премія ЦК ЛКСМ України і Міністерства вугільної промисловості Української РСР у галузі науки і техніки.
5. Правління економікою регіону. Під керівництвом М. Г. Чумаченка та за його участю проводиться систематичний аналіз розвитку галузей економіки Донецької області. Найбільше він торкається економічного і соціального розвитку регіону, формування зразкового міста, створення системи запровадження передового досвіду, розвитку продовольчого комплексу міст Бердянська та Маріуполя, ролі Донбасу в паливно-енергетичному балансі України, передумов та концепції створення зони вільного підприємництва в Донецькій області.
6. Управління науково-технічним прогресом. Досвід формування і розвитку системи територіального управління НТП М. Г. Чумаченко узагальнив у інформаційних матеріалах, у статтях, доповідях на конференціях. У вересні 1982 р. М. Г. Чумаченко доповів про проблеми територіального управління НТП на бюро Відділення економіки АН СРСР, яке схвалило проведену роботу і затвердило М. Г. Чумаченка головою Проблемної комісії з питань територіального управління науково-технічним прогресом Наукової ради АН СРСР із економічних проблем науково-технічної революції.
Теоретичне узагальнення проблем формування системи територіального управління науково-технічним прогресом викладено М. Г. Чумаченком у монографіях «Економічна ефективність науково-технічного прогресу», «НТР та удосконалення управління соціалістичним виробництвом», «Удосконалення управління економікою регіону», «Економічні проблеми розвитку територіальних науково-технічних комплексів», «Проблеми регіонального управління науково-технічним прогресом: теорія, методика, практика» та довіднику «Науково-технічний прогрес: питання та відповіді».
У своїх дослідженнях М. Г. Чумаченко звернувся і до економічних проблем автоматизації виробництва: визначення ефективності гнучких засобів автоматизації виробництва в машинобудуванні, виділення частки прибутку, який витрачається на заходи з автоматизації виробництва. Узагальнені результати цих досліджень представлені в монографіях «Ефективність автоматизації виробництва», «Економічні умови автоматизації виробництва».
7. Економічні проблеми екології і ресурсозбереження. Ця проблема дуже актуальна для Донбасу і тому зрозуміла наукова зацікавленість нею М. Г. Чумаченка. У монографії «Актуальні проблеми охорони навколишнього середовища» ним фундаментально розроблені проблеми зниження антропогенного впливу на природу, визначені організаційно-економічні передумови формування екологічної реконструкції Донбасу.
Проблеми охорони довкілля тісно пов'язані з проблемами ресурсозбереження. А головним напрямом їх вирішення є інтенсифікація суспільного виробництва. Цій проблемі була присвячена розробка методичних рекомендацій щодо комплексної системи управління якістю продукції та ефективного використання ресурсів на промислових підприємствах Донецької області, а також монографії «Інтенсифікація промислового виробництва» та «Інтенсивний розвиток індустрії». В останній М. Г. Чумаченко працює над проблемою збереження матеріальних ресурсів: зниження матеріаломісткості виробництва, комплексного використання матеріально-сировинних ресурсів та зниження запасів товарно-матеріальних цінностей за рахунок прискорення обігу коштів та покращання матеріально-технічного постачання.
Як для Донбасу, так і для більшості регіонів України актуальною є проблема використання промислових відходів та вторинних ресурсів. Цій проблемі М. Г. Чумаченко приділяє систематичну увагу. Його увага також зосереджена на розробці довгострокових регіональних програм комплексного використання вторинних ресурсів, формуванні Генеральної схеми управління комплексним використанням відходів та вторинних ресурсів у регіоні. За участю Миколи Григоровича розроблена програма використання відходів виробництва в Донецькій області до 2005 р. та система управління використанням відходів. Велику увагу приділяє учений удосконаленню планування поставок металопродукції як одному із напрямків ресурсозбереження.
Останні роки увага Миколи Григоровича була прикута до економічних проблем екології, і перш за все раціонального використання цільових ресурсів. Він підготував доповідь на семінарі в Міжнародному інституті прикладного системного аналізу (Лаксенбург, Австрія), а також статті в збірнику наукових праць та журналі.
8. Аналіз економічних реформ в Україні. На початку процесу реформ М. Г. Чумаченко працював над розробкою програм і концепцій переходу країни до ринкових відносин та схеми управління народним господарством. Пізніше він займався формуванням концептуальних основ промислової політики.
Для активізації досліджень в галузі економічних реформ М. Г. Чумаченко обґрунтував необхідність створення Академії економічних наук України. На установчих зборах 1993 року ухвалено рішення про створення Академії економічних наук України, президентом якої було обрано академіка НАН України М. Г. Чумаченка. У 2003 році М. Г. Чумаченка обирають членом Американської академії економічних наук.
Під керівництвом М. Г. Чумаченка та за його участю розроблені пропозиції щодо економічних перетворень та протидії економічній залежності країни. Він був ініціатором і учасником розробки проектів концепції державної промислової регіональної науково-технічної політики, державного регулювання економіки, реструктуризації промисловості країни.
Серед останніх робіт — аналіз управління державним сектором у промисловості, трансформаційних процесів в економіці, здійснення структурної політики, інституційних перетворень, програмно-цільового методу у бюджетному процесі, рекомендації з економічної інтеграції країни до ЄС.

## Чумаченко М. Г.— організатор науки
На початку переходу до ринкових відносин широко розповсюджувалася думка про відмову від планування економічного і соціального розвитку. У серії статей «Бачити прийдешнє», М. Г. Чумаченко обґрунтував необхідність довгострокового і поточного планування, посилаючись пізніше на досвід місцевого управління в Японії та Китайській Народній Республіці, муніципального самоврядування у США.
Значну увагу М. Г. Чумаченко приділяв пошуку шляхів досягнення оптимального поєднання територіального і галузевого аспектів управління. У цьому плані в останні роки ним ґрунтовно досліджувалися проблеми економічної самостійності та самофінансування регіону, розроблялися концептуальні матеріали для областей, особливо щодо проблеми формування місцевих бюджетів як основи економічної самостійності регіону.
У 1994 р. за ініціативою і під керівництвом М. Г. Чумаченка створена Українська асоціація регіональних наук. В останні роки дослідження М. Г. Чумаченка були присвячені подальшому розвитку регіоналістики, питанням економічного розвитку регіону, його територіальній організації.
Микола Чумаченко був науковим керівником дисертацій українських політиків Тамари Єгоренко (2004, на той час голова Ленінської РДА в місті Донецьк), Георгія Скударя (2000), народного депутата України Валентина Ландика (2003), також виступав опонентом при захисті дисертацій Олександра Єфремова та Олександра Осавуленка (2002, Голова Державного комітету статистики).

## Викладацька і методична діяльність
М. Г. Чумаченко приділяв значну увагу забезпеченню навчального процесу в економічних ВНЗ. Він протягом періоду 1961–1971 рр. був старшим викладачем, доцентом, завідувачем кафедри економічного аналізу, заступником декана обліково-статистичного факультету, деканом факультету планування промисловості, проректором з вечірньої та заочної форми навчання Київського інституту народного господарства.
У період роботи директором Інституту економіки промисловості НАН України він викладає у Донецькому державному університеті та одночасно бере участь у підготовці підручників та навчальних посібників «Теорія управлінських рішень», «Бухгалтерський облік», «Організація, планування і управління діяльністю промислових підприємств», «Функціонально-вартісний аналіз», «Бухгалтерський облік у промисловості».
З квітня 1998 року М. Г. Чумаченко очолював кафедру обліку в кредитних і бюджетних установах та економічного аналізу Київського національного економічного університету. За його ініціативою та участю проведена робота щодо трансформації курсу «Економічний аналіз» до сучасних вимог. За участю М. Г. Чумаченка створена кафедра обліку та аудиту в Донецькій державній академії управління, яку він очолив.
Микола Григорович брав участь у розробці збірника тестів з курсу «Фінансовий менеджмент», рецензував «Фінансовий словник», роботи з проблем теорії прийняття економічних рішень, підтримував видання посібників із контролю, ревізії, аудиту і контрольно-ревізійної служби, судово-бухгалтерської експертизи. М. Г. Чумаченко рецензував видання хрестоматії з української економічної думки, видання монографії С. М. Злупка «Економічна думка України (від давнини до сучасності)», видання перекладу українською мовою книги М. І. Тугана-Барановського «Основи політичної економії». М. Г. Чумаченко також порушив дискусію з використання економічних термінів, зокрема, «ринкова економіка» щодо сучасного стану економіки України.

## Нагороди
У 1980 р. за цикл праць з питань планування економічного і соціального розвитку територіально-виробничих комплексів і міст М. Г. Чумаченку присуджена премія Академії наук Української РСР ім. О.Г. Шліхтера.
За цикл робіт із економічних проблем автоматизації виробництва М. Г. Чумаченку присуджена премія Академії наук України за 1992 р. ім. М. І. Тугана-Барановського.